# Мраз, Самуэль
Самуэль Мраз (словац. Samuel Mráz; род. 13 мая 1997, Малацки, Словакия) — словацкий футболист, нападающий швейцарского клуба «Серветт» и национальной сборной Словакии.

## Биография
Самуэль родился 13 мая 1997 года в Малацки, Словакия.
Самуэль Мраз дебютировал за ФК «Сеница» 12 апреля 2014 году в матче против «Тренчина». В январе 2017 года, Мраз перешёл в «Жилину». Самуэль Мраз стал лучшим бомбардиром чемпионата Словакии в 2018 году, на его счету 21 гола. В июле 2018 года, Самуэль Мраз заключил 4-летний контракт с клубом «Эмполи»
В январе 2019 года Мраз перешёл на правах аренды в «Кротоне».

## Награды
- Лучший игрок чемпионата Словакии: 2017/18[3]
- Лучший бомбардир чемпионата Словакии: 2017/18